# John Harrison
John Harrison (Foulby, 4 aprile 1693 – Londra, 24 marzo 1776) è stato un orologiaio e inventore inglese.
Tra i suoi principali contributi vi fu l'invenzione, nel 1761, del cronometro marino, che permise di determinare con precisione la longitudine in alto mare, dando così un decisivo apporto allo sviluppo della navigazione.

## Biografia
John Harrison nacque il 4 aprile (il 24 marzo secondo il calendario giuliano allora vigente) del 1693 nello Yorkshire, ed era il primo di cinque fratelli. Suo padre era un falegname e lavorava anche come custode di una tenuta di campagna. John imparò la musica facendo il campanaro di una chiesa, poi seguì gli studi presso le scuole del suo paese. Durante gli studi gli capitò tra le mani un libro di meccanica pratica che copiò con cura, parola per parola, su diversi quaderni, ampliandolo e ridisegnando i grafici che erano presenti al suo interno.
A circa vent'anni costruì un orologio senza mai aver fatto pratica da un orologiaio, aveva solo esperienze da meccanico e carpentiere. Esso era un orologio a pendolo che aveva una caratteristica molto interessante: era completamente costruito in legno.
In seguito, nel 1712 e nel 1717 John Harrison costruì altri due orologi di legno.
Nel 1722 Harrison costruì un orologio con ingranaggi di legno per Sir Charles Pelham, che è ancora oggi funzionante ed è collocato nella torre della sua dimora a Brocklesby Park.
John Harrison realizzò ancora quattro orologi (progettati per avere elevata accuratezza e precisione, detti cronometri) che, permettendo di calcolare esattamente la longitudine, cambiarono la navigazione di quel tempo. Egli infatti è considerato uno dei maggiori contributori fra quelli che permisero di risolvere l'annoso ed importante problema della misurazione della longitudine.
John Harrison ebbe un figlio di nome William. Egli aiutò il padre nella costruzione del suo ultimo orologio.

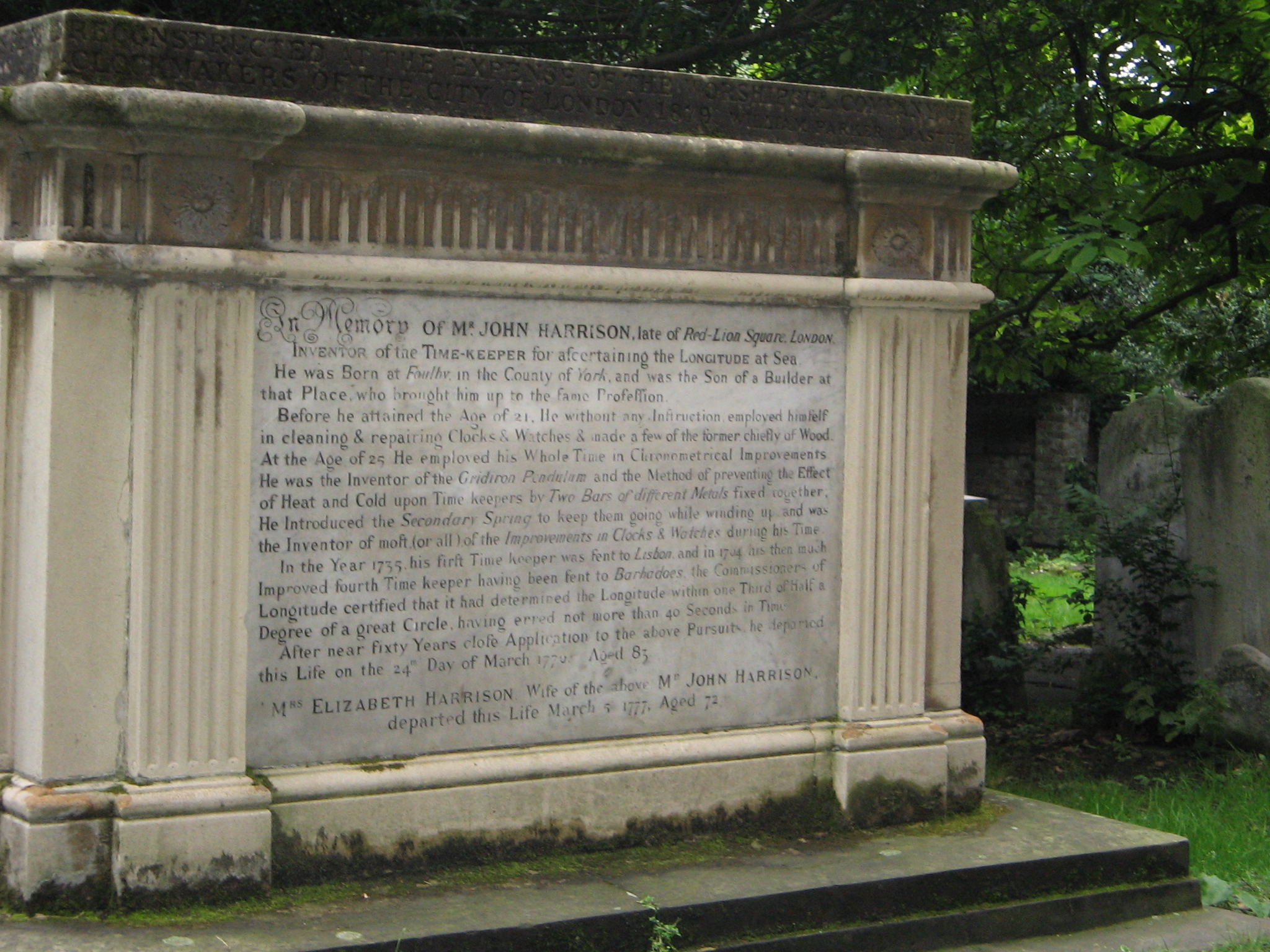
La tomba di John Harrison nel cimitero di Hampstead

John Harrison morì nel 1776 per cause naturali e fu sepolto nel cimitero di Hampstead.
Gli orologi che costruì Harrison sono esposti presso il National Maritime Museum di Greenwich.

## I più famosi orologi costruiti da Harrison

### Harrison n°1

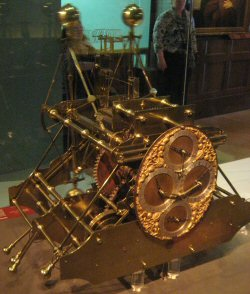
Harrison prima versione (H1)

L'H1 fu costruito dal 1728 al 1735. L'orologio era alto 63 centimetri e pesava circa 34 chilogrammi. Esso era caricato a molla, e la sua autonomia era di 24 ore. Un sistema di molle e ammortizzatori lo rendeva indipendente da oscillazioni e vibrazioni.
Nel 1735 fu presentato a Londra e riscosse un gran successo in tutta la comunità e tra gli scienziati.
Nello stesso anno, l'H1 fu portato a Lisbona per essere provato ed ottenne un ottimo risultato. Harrison non reclamò il Longitude prize, perché probabilmente stava già lavorando sull'H2. Da notare che l'H1 avrebbe potuto funzionare con un errore massimo di 3-4 secondi al mese. Quest'orologio era preciso e stabile ma era difficile da trasportare e non si poteva costruirlo in serie. Quindi Harrison decise di costruire l'H2.

### Harrison n°2
L'H2 fu iniziato nel 1737 e fu completato nel 1740. L'orologio pesava più del precedente, era alto 66 centimetri, ma era più resistente dell'H1. Durante la costruzione dell'H2 Harrison ebbe problemi finanziari, ma prima di finire l'H2 cominciò a lavorare sull'H3. l'H2 non salì mai su una nave perché Harrison non era soddisfatto e appena presentato alla commissione, Harrison pretese di tornare a casa per poter continuare a lavorare sull'H3

### Harrison n°3
L'H3 fu costruito dal 1740 al 1759, quindi Harrison impiegò ben 19 anni a costruirlo. L'H3 conteneva diverse novità, che servirono in parte a compensare le variazioni di temperatura. L'orologio era alto 59 centimetri. Per quest'orologio Harrison ricevette dallo Stato una somma di 112 Sterline.

### Harrison n°4

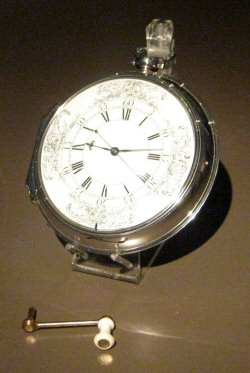
Harrison quarta versione (H4), con manovella di ricarica

L'H4 fu costruito in quattro anni, dal 1755 al 1759. Come si può notare Harrison lavorò all'H4 ancora prima di finire l'H3.
L'orologio era completamente diverso dagli altri, perché pesava “solo” 1,45 chilogrammi e aveva un diametro di 13 centimetri.
La “prova del fuoco” fu fatta nel 1761. L'H4 fu imbarcato su una nave diretta in Giamaica, che partì il 18 novembre e arrivò a destinazione il 19 gennaio. L'errore dell'H4 fu di solo cinque secondi sul tempo universale.
Per quest'orologio lo Stato diede a Harrison 10.000 sterline, cioè la metà del compenso pattuito. Come scusa lo Stato disse che avrebbe versato il resto solo se avesse costruito due orologi uguali all'H4.

### Harrison n°5 e Kendall n°1

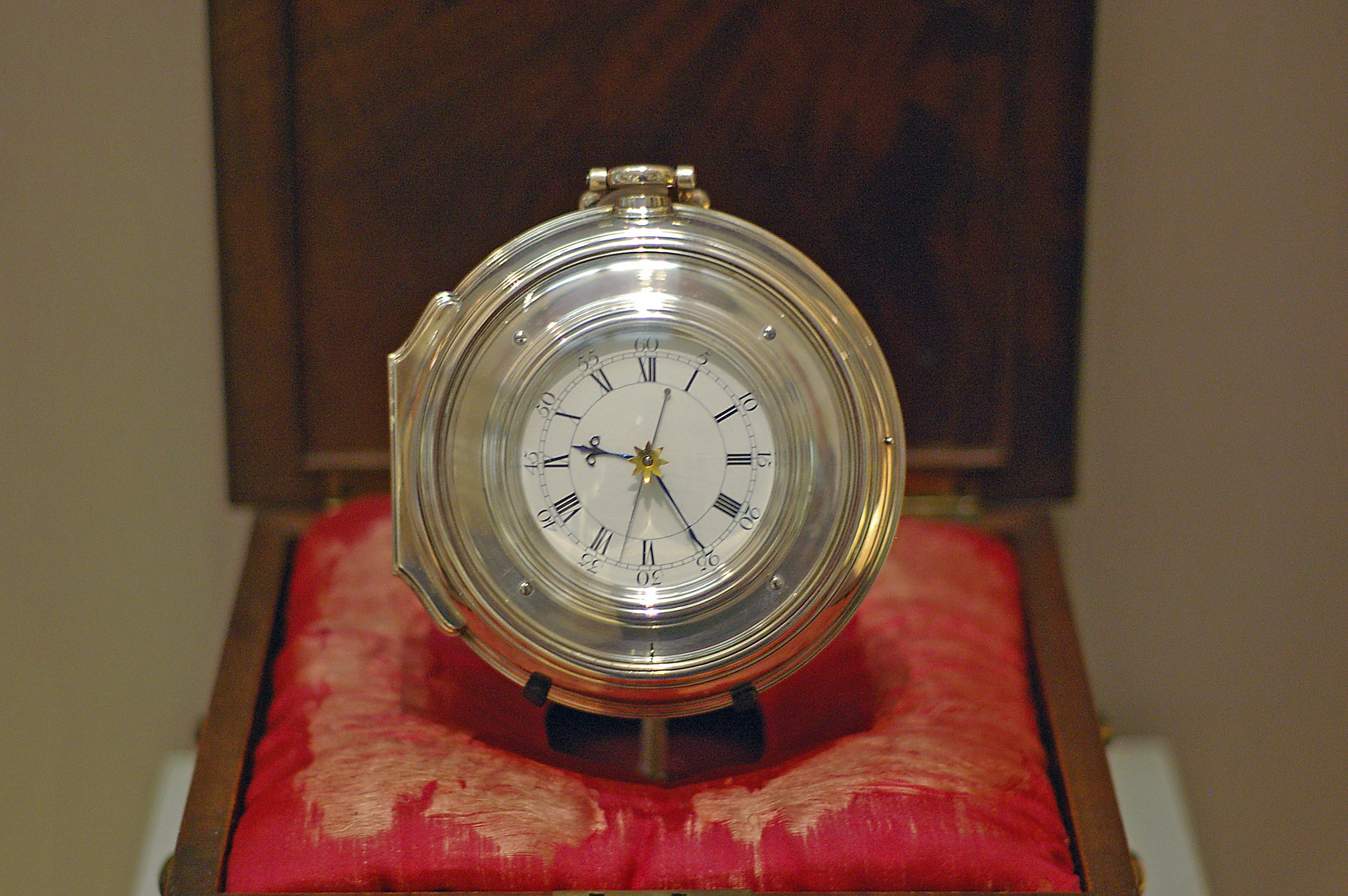
L' Harrison n° 5

John Harrison, ormai ultrasettantenne, cominciò a lavorare sull'H5, copia perfetta dell'H4.
Nello stesso periodo John incaricò Larcum Kendall di costruire la seconda copia, che fu chiamata K1.
Finito l'assemblaggio delle due copie, Harrison si rivolse di nuovo allo Stato per reclamare il resto del premio. Ma il comitato rifiutò di pagare Harrison perché la seconda copia dell'H4 non era stata assemblata da lui.
Così nel 1772 Harrison (ormai settantanovenne) si rivolse a Re Giorgio III per avere giustizia. Il Re riconobbe che Harrison aveva ragione e si impegnò ad aiutarlo personalmente, ma alla fine l'orologiaio ottenne dal Parlamento inglese la somma di 8750 sterline che non erano l'ambito premio ma un dono "offerto con generosità" dal Parlamento a dispetto della Commissione per la Longitudine e in sua vece.
John Harrison morì a Londra il 24 marzo 1776 senza avere mai la soddisfazione di essere premiato dalla Commissione per aver risolto il problema del calcolo della longitudine.
Il K1 viaggiò con il capitano James Cook che dopo i tre anni di navigazione del suo secondo viaggio (1772-1775) si espresse entusiasticamente.

## Opere
- (EN) fr, Principes de la montre, Avignon, veuve François Girard & François Seguin, 1767.